# Île Motuotau
L'île Motuotau, Motuotau Island en anglais, est une île de la baie de l'Abondance, en Nouvelle-Zélande.